# Joodse gemeenschap in Nederland

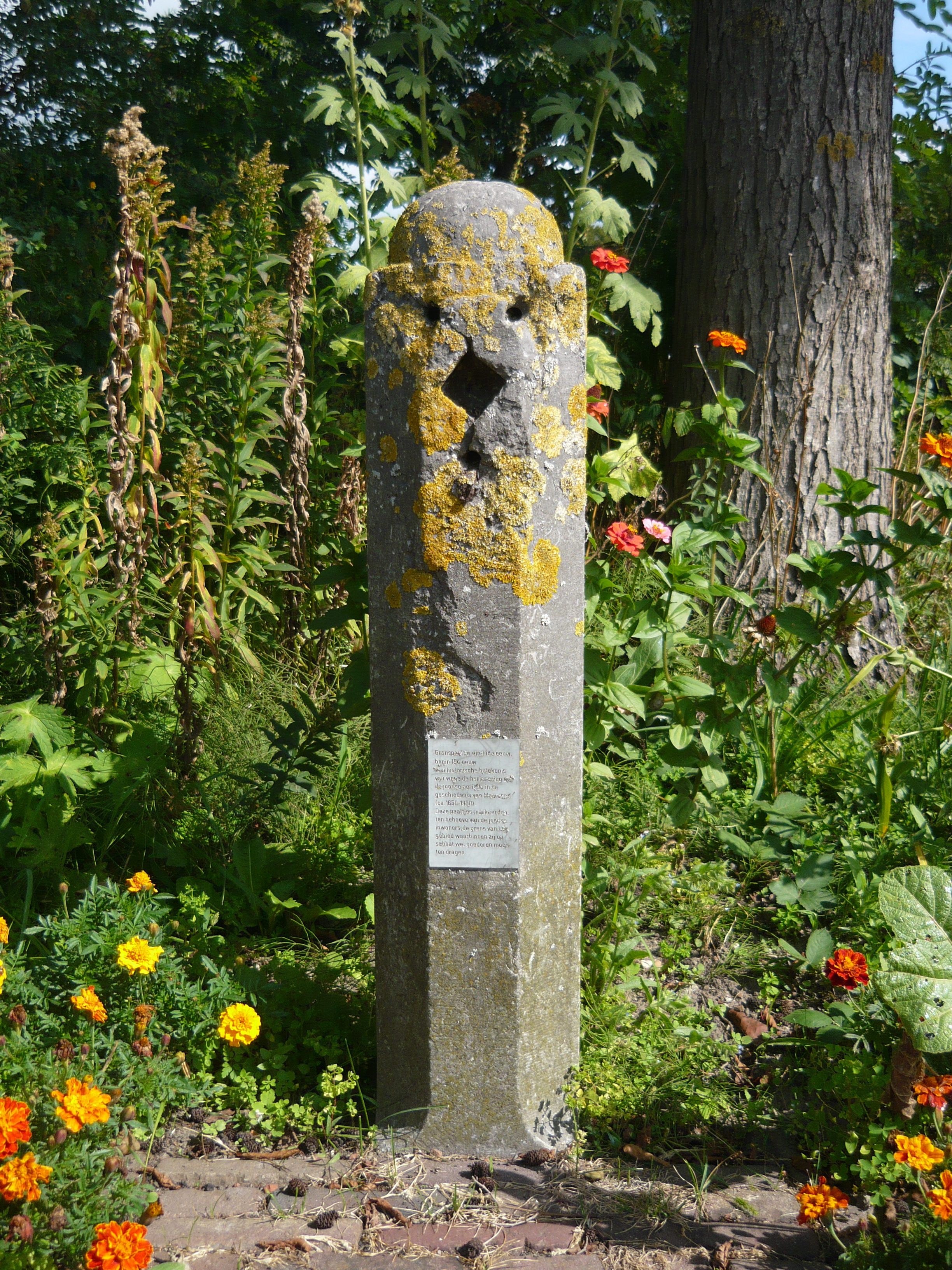
Grenspaaltje eind 18de eeuw begin 19de eeuw langs de Vecht bij Zandweg 29 in Maarssen, van historische betekenis vanwege de herinnering aan de joodse periode in de geschiedenis van Maarssen (1650-1980). Deze paaltjes markeerden ten behoeve van de joodse inwoners, de grens van het gebied waarbinnen zij op Sabbat wel goederen mochten dragen.

De joodse gemeenschap in Nederland bestaat uit verschillende stromingen, variërend van orthodox tot uiterst liberaal jodendom.
Volgens onderzoek uit 2006 wonen in Nederland zo'n 43.000 joden. De meerderheid van hen woont in Amsterdam en in Amstelveen. Een aanzienlijk deel van hen, onder wie vrijwel alle traditioneel-religieuze joden, woont in de Amsterdamse wijken Rivierenbuurt, Oud-Zuid en Buitenveldert. In deze wijken zijn veel synagogen te vinden, alsmede alle joodse scholen en koosjere winkels. Mediene is de term voor de joodse gemeenschappen in Nederland buiten Amsterdam.

## Geschiedenis
In de middeleeuwen waren al Joodse gemeenschappen in het huidige Nederland. De oudst bekende gegevens komen uit 's-Hertogenbosch, waar zich in 1164 een groep Joden vestigde. De eerste grote groep kwam naar Nederland aan het einde van de 16e eeuw. Dit waren Sefardische Joden die waren gevlucht voor de inquisitie in Spanje en Portugal. In de 17e eeuw woedde de Dertigjarige Oorlog. Asjkenazische Joden uit Midden- en Oost-Europa weken uit naar Nederland.

## Stromingen
Er zijn binnen het Nederlandse jodendom verschillende stromingen en organisaties. In grote lijnen kunnen deze worden verdeeld in het traditioneel (orthodox) jodendom enerzijds en de progressieve of liberale stromingen anderzijds.
De twee belangrijkste groepen binnen het traditionele of orthodoxe jodendom zijn gebaseerd op de oude indeling in Asjkenazische en Sefardische joden, aangezien de religieuze gebruiken enigszins verschillen tussen beide groepen. De oudste groep is het (van oorsprong Sefardische) Portugees-Israëlitisch Kerkgenootschap (PIK). Het (van oorsprong Asjkenazische) Nederlands-Israëlitisch Kerkgenootschap (NIK) is tegenwoordig meer geïnstitutionaliseerd en treedt vaker naar buiten als vertegenwoordiger van joodse instellingen in Nederland. Hoewel het woord ‘kerk’ van oorsprong een christelijke term is, hebben beide groepen dit woord in de naam, overeenkomstig het Burgerlijk Wetboek.
Het zogenoemde progressief of liberaal jodendom is verdeeld over uiteenlopende groepen, waarvan een deel is verenigd in het Nederlands Verbond voor Progressief Jodendom (NVPJ, voorheen LJG). Daarnaast zijn er onder andere het progressieve Beit Ha'Chidush (BHC) (Huis van Vernieuwing) en de Open Joodse Gemeente Klal Yisrael (OJG).
De stroming Masorti is overwegend traditioneel.
In ledental is het NIK het grootste, op grote afstand gevolgd door het liberale NVPJ, het Sefardische PIK en op verre afstand door Masorti (met gemeenten in Weesp en Deventer), Beit Ha'Chidush en de Open Joodse Gemeente Klal Yisrael.

### Portugees-Israëlietische Gemeente (traditioneel)
De Portugees Israëlietische Gemeente (PIG) verenigt alle Sefardische joden in Nederland. De gemeente beschikt over twee synagoges de Portugese Synagoge (‘Esnoga’) in Amsterdam en de in 1995 geopende Esnoga te Amstelveen.

### Traditioneel Asjkenazisch jodendom

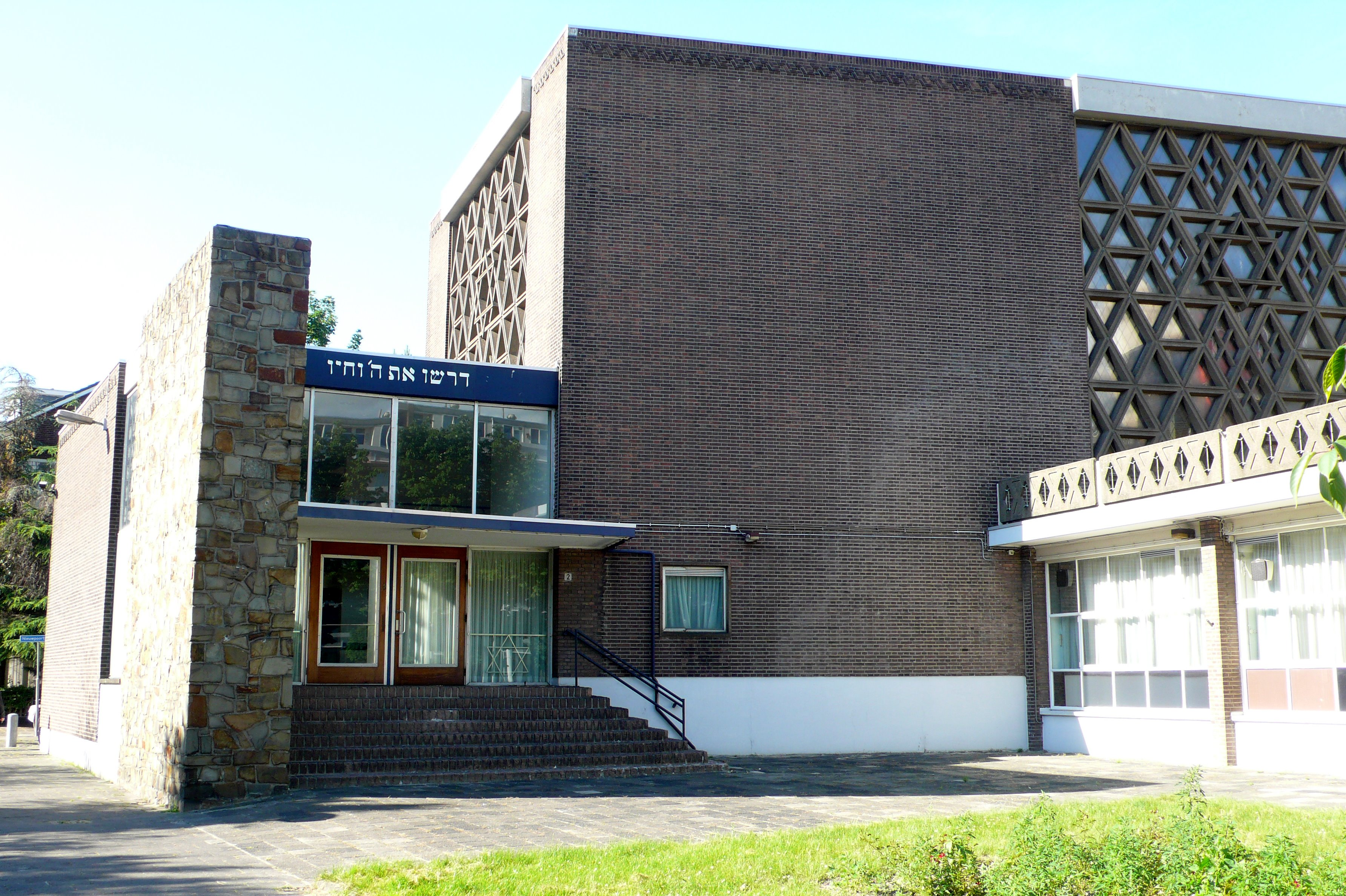
Synagoge Nederlands-Israëlitisch Kerkgenootschap, Rotterdam Blijdorp

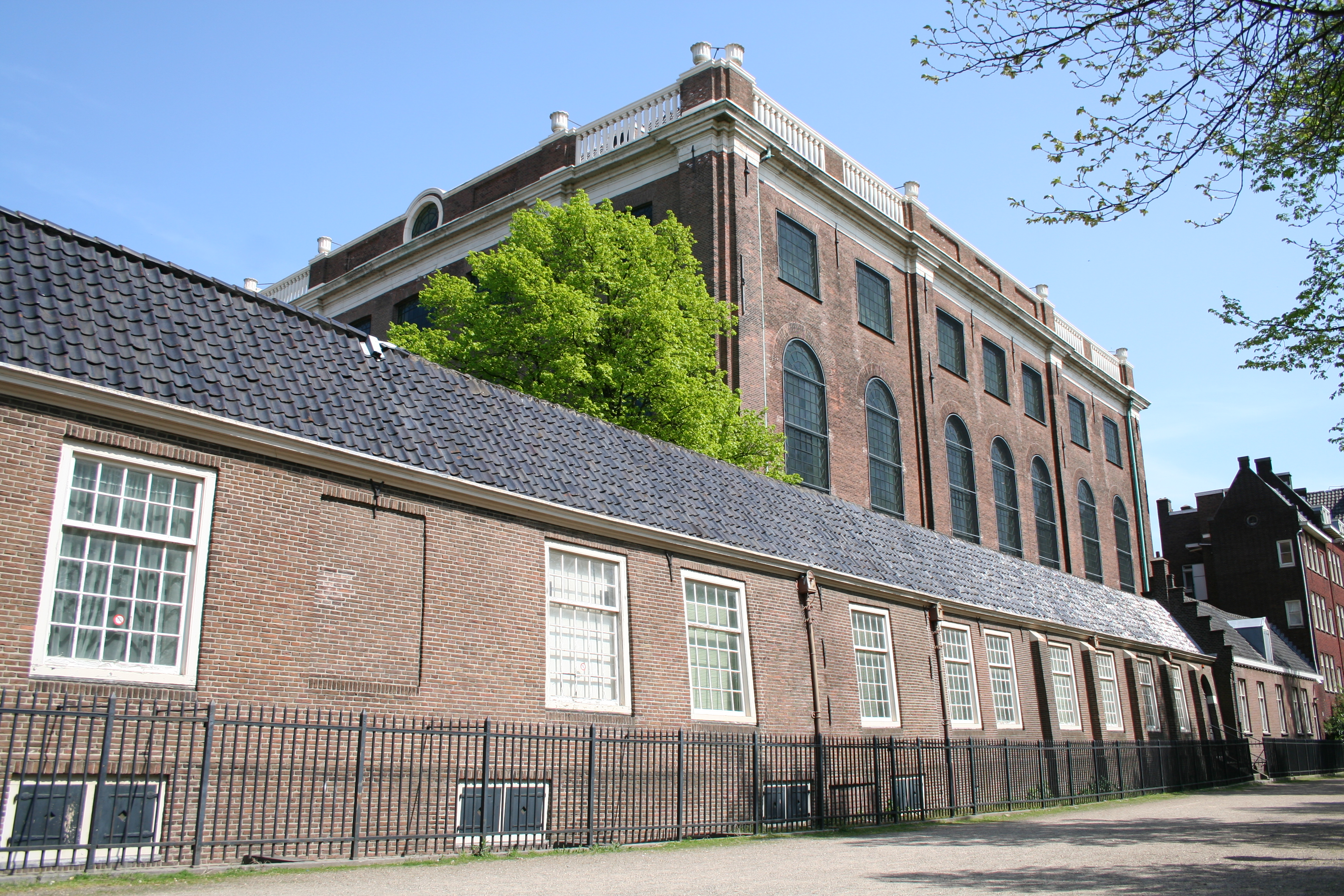
De Portugees-Israëlietische Esnoga aan het Mr. Visserplein in Amsterdam

Het Nederlands-Israëlitisch Kerkgenootschap (NIK) is veruit de grootste organisatie in het Nederlandse jodendom; het is ruim twee keer zo groot als het Liberale Verbond en dertien keer zo groot als het Portugese Israëlitisch Kerkgenootschap. Het NIK beheert meer dan 40 functionerende synagogen in heel Nederland (waarvan dertien in Groot-Amsterdam) en ruim 350 begraafplaatsen. De rabbijnen leiden in samenwerking met hun bestuursleden de Nederlandse joodse gemeenschap.
Het NIK is de grootste en belangrijkste vertegenwoordiger van het Nederlandse jodendom en om die reden is deze organisatie ook opgericht. Koning Willem I vond in 1814 (naar Frans voorbeeld) dat de joodse gemeenten zich moesten verenigen in één organisatie. Tot die tijd had iedere joodse gemeente nog een grote bestuurlijke autonomie, maar dit veranderde in de loop van de negentiende eeuw als gevolg van de Verlichting. In plaats van vreemdelingen werden joden Nederlandse burgers die voor de wet gelijk waren aan christelijke medeburgers. Vandaar dat het NIK ook 'Israëlitisch' werd genoemd. De zittende macht beschouwde joden officieel niet langer als een apart volk ('de Joodsche Natie'), maar als burgers van de Israëlitische godsdienst. Het chique begrip Israëlitisch moest ook iets verhullen. 'Joden' was toentertijd zo'n gangbaar scheldwoord dat sommige mensen tot op de dag van vandaag van 'joodse mensen' spreken om te benadrukken dat het hier echt om mensen gaat. Dat de staat in die tijd nog vanzelfsprekend een christelijke macht was blijkt uit de term 'kerkgenootschap', een term die uiteraard niet van joodse oorsprong is.
Op zijn hoogtepunt in 1877 vertegenwoordigde het NIK 176 Gemeenten. Steeds meer joden migreerden echter naar de hoofdstad. Voor de Tweede Wereldoorlog was het aantal joodse gemeenten daardoor al teruggelopen tot 139.
Op het moment zijn er 40 joodse gemeenten aangesloten bij het NIK. De joodse Gemeenten staan bekend als Nederlands Israëlitische Gemeente (plaatsnaam) of NIG (plaatsnaam), met uitzondering van enkele gemeenten, zoals die van Amsterdam en Maastricht. Zij staan bekend als Nederlands-Israëlietische Hoofdsynagoge of NIHS. Zij delen een gezamenlijk hoofdkantoor in de Amsterdamse wijk Buitenveldert, nabij de Vrije Universiteit en het VU Medisch Centrum.

### Masorti-jodendom (traditioneel)
Masorti jodendom heeft als onderscheidend kenmerk dat men de Halacha weliswaar centraal stelt, maar qua interpretatie van wat de Halacha is, kan verschillen van de Orthodoxie.
Grote verschillen liggen in het feit dat bij het Masorti-jodendom, dat in Amerika bekendstaat als 'Conservative' en zich tussen Orthodox en Reform in bevindt, mannen en vrouwen gelijke taken kunnen hebben in de gebedsdiensten en dat zij meestal gemengd zitten. Er zijn echter grote verschillen tussen lokale gemeenten. Zo heeft de Gemeente Masorti Almere-Weesp de traditionele rolverdeling tussen man en vrouw in de eredienst, maar heeft de Joodse Masorti-Gemeente Beth Shoshanna Deventer een zogenaamd egalitair minjan, waarbij vrouwen en mannen gelijkwaardig zijn.
Aan de gemeenten van Masorti Nederland (MN), die nog in opbouw zijn, is rabbijn David Soetendorp, jongere broer van zijn collega-rabbijn Awraham Soetendorp, verbonden; zij maken daarnaast gebruik van de diensten van buitenlandse rabbijnen, die geregeld Nederland bezoeken.

### Progressief jodendom
Het Liberaal Jodendom (internationaal: 'Reform'-jodendom) is grotendeels georganiseerd in het Nederlands Verbond voor Progressief Jodendom (NVP), de landelijke koepel van de Liberaal Joodse Gemeenten (LJG) en Progressief Joodse Gemeenten (PJG), het is de progressieve tegenhanger van het NIK. Deze organisatie bestaat uit acht gemeenten. De LJG beheert vier begraafplaatsen (Hoofddorp, Amstelveen, Rijswijk en Enschede). De LJG heeft verschillende synagoges door Nederland verspreid, te weten in Amsterdam, Rotterdam, Utrecht, Den Haag, Tilburg, Haaksbergen, Dieren en Zuidlaren. Zowel de landelijke overkoepelende organisatie als de afzonderlijke gemeenten staan bekend als 'LJG'. Onder dezelfde koepel ressorteren het studiecentrum Rimon, de uitgeverij Sja'ar en het Robert Levisson Instituut voor de opleiding van rabbijnen, voorgangers en overig kader. De koepel is tevens geaffilieerd met de Progressief Joodse jongerenbeweging Netzer. Ook werkt men samen met de Association of Reform Zionists of America (ARZA), een progressief Joodse Zionistische organisatie. Internationaal opereert men onder de koepel van de World Union for Progressive Judaism, de WUPJ.
Beit Ha'Chidush (BHC) bestaat sinds 1995 uit een gemeente in Amsterdam, die drie keer per maand een dienst heeft. De gemeente heeft sinds 1 juni 2015 als rabbijn Tamarah Benima. BHC houdt zijn activiteiten in de Uilenburger Synagoge. BHC, internationaal verbonden met Liberal Judaism UK, valt onder het Reformjodendom.

### Reconstructionistisch Jodendom
Klal Yisrael of voluit de Open Joodse Gemeente Klal Yisrael, bestaat sinds 2005 en is een progressief-joodse gemeente in Delft (synagoge Koornmarkt 12), die tweewekelijks samenkomt voor sjoeldiensten en lernbijeenkomsten (studiebijeenkomsten), en daarnaast op Joodse feest- & treurdagen. Klal Yisrael is een egalitaire gemeente, behorend tot het Reconstructionistisch Jodendom, waarin alle leden, ongeacht hun geslacht of seksuele geaardheid, gelijkwaardig zijn. Ook staat Klal Yisrael opener voor mensen die niet halachisch Joods zijn, maar wel via bijvoorbeeld een Joodse vader of grootouder sterk verbonden zijn met het jodendom, en wie een Joodse vader heeft én een Joodse opvoeding genoot, is voor Klal Yisrael volledig Joods. Klal Yisrael is internationaal verbonden met de Joodse Reconstructionistische Beweging ('Reconstructing Judaism'). Rabbijn is Hannah Nathans die haar smicha ontving van Aleph, en lid is van de Reconstructionist Rabbinical Association (RRA). Klal Yisrael maakt, zoals ook de LJG-gemeenten, deel uit van de World Union for Progressive Judaism, de WUPJ.
Minyan HaMakor is aangesloten bij Aleph Alliance for Jewish Renewal. De focus is Joodse spiritualiteit. Minyan HaMakor staat open voor ieder met een Joodse achtergrond of gioer en hun partners, en voor hen wier hart hen drijft te onderzoeken of Jodendom hun pad is en voor wie dit een sterk verlangen is. Rabbijn is Hannah Nathans die haar smicha ontving van Aleph.

## Joods etnische achtergronden in Nederland
In Nederland wonen er voornamelijk Asjkenazische Joden. Zij maken met ongeveer 20.000 Joden ruim 50 procent uit van de totale Joodse populatie. Maar er bestaat ook een significante groep Sefardische Joden in Nederland. Met ruim 5000 Joden maken de Sefardim 15 procent uit van de totale Joodse bevolking. Daarnaast hebben ongeveer 8750 Nederlandse Joden een gemengde achtergrond van Sefardim en Asjkenazim. Ongeveer 2750 Joden maken deel uit van een andere Joods etnische groep.

## Scholen
In Nederland bestaan drie joodse scholen, alle drie in Amsterdam: twee zijn voor respectievelijk basis- en voortgezet onderwijs vanuit een traditionele invalshoek, de derde is op een volledig orthodoxe invalshoek gebaseerd en combineert basis- en voortgezet onderwijs in een enkel gebouw en organisatie, gescheiden naar geslacht. Alle zijn op geringe afstand van elkaar gevestigd in de Amsterdamse wijk Buitenveldert.
Tot deze drie scholen worden alleen halachisch joodse leerlingen toegelaten. Kinderen met alleen een joodse vader, of kinderen van wie de moeder (of grootmoeder, etc.) een bekering tot niet-orthodox jodendom heeft ondergaan, en dus naar de opvatting van het traditionele jodendom niet als joods worden beschouwd, worden op geen van de scholen toegelaten. Dit is eind jaren 80 onderwerp van een rechtszaak geweest, toen de ouders van een kind waarvan de moeder bij de LJG was bekeerd, trachtten hun kind op de Maimonides-school toegelaten te krijgen en werd geweigerd. De Hoge Raad oordeelde destijds dat de JSG Maimonides het recht had om het kind te weigeren.

### Rosj Pina en Maimonides
Rosj Pina en Maimonides zijn onderdeel van het Joods Bijzonder Onderwijs. Rosj Pina verzorgt basisonderwijs vanuit een orthodox oogpunt maar met respect voor een niet-orthodoxe leefwijze van kind en ouders. Er wordt gemengd onderwezen. De school is geaffilieerd met het NIK en de NIHS en PIG Amsterdam, de voornaamste orthodoxe organisaties.
De Joodse Scholengemeenschap Maimonides verzorgt voortgezet onderwijs vanuit een vergelijkbaar oogpunt. Het onderwijs is op seculier gebied identiek aan het onderwijs op iedere andere school. In aanvulling wordt er ook onderwijs gegeven op verschillende niveaus in het jodendom, joodse geschiedenis en Ivriet (Hebreeuws). De school staat open voor zowel seculiere als traditioneel-gelovige joden. Zo is er een dagelijkse (niet-verplichte) ochtenddienst en heeft men vrij met de joodse feestdagen. Wie niet in Amsterdam woont kan op vrijdagmiddag eerder vrij krijgen, zodat men voor het begin van de sjabbat thuis kan zijn.

### Cheider
Het Cheider verzorgt onderwijs op alle niveaus: peuterspeelzaal, kleuterschool, basisschool, en voortgezet onderwijs (VMBO, havo, vwo), alsmede speciaal onderwijs. Dit alles is gevestigd in één enkel gebouw, met in totaal ongeveer 300 leerlingen.
De school heeft een orthodox uitgangspunt. Jongens en meisjes zijn na de kleuterklassen gescheiden, tijdens alle lessen en pauzes, en hebben ook eigen schoolpleinen en ingangen; binnen het gebouw loopt een scheiding waar alleen personeel doorheen mag.
Er zijn ook ouders van minder orthodoxen huize die hun kinderen hiernaartoe sturen.

### Volwassenenonderwijs
Het Kollel Chacham Zwi verzorgt onderwijs aan getrouwde (jonge)mannen die tot de charedische, ofwel strikt-orthodoxe wereld behoren. Circa 5 mannen studeren in het Kollel. Het Kollel is gevestigd in de Beth hamedrosh ets chaim "בית המדרש עץ חיים" Hoofd van het kollel, ofwel Rosj Kollel, is de Britse rabbijn Ball.
Het Nederlands Israëlitisch Seminarium (NIS) verzorgt formeel deeltijd volwassenenonderwijs in joodse onderwerpen zoals Talmoed en Halacha, alsmede Bijbels en Modern Hebreeuws, Thora-commentaren en andere onderwerpen. Rector van het Seminarium is rabbijn Raphael Evers.
Het Beth Hamidrash Ets Chajiem geeft ruimte aan mensen om samen te leren.
Joods Educatief Centrum Crescas is een onafhankelijk instituut voor joodse educatie aan volwassenen dat werd opgericht in 1999 met een subsidie voor 20 jaar van de toenmalige minister Gerrit Zalm. Crescas heeft geen formele binding met een van de joodse kerkgenootschappen. Door het geven van cursussen en lezingen op diverse joodse gebieden probeert Crescas de joodse identiteit binnen de Nederlands-joodse gemeenschap te versterken. Het Crescas-programma bestrijkt een breed scala aan joodse onderwerpen. In maart 2024 maakte Crescas bekend met de activiteiten te stoppen vanwege gebrek aan financiële middelen.

## Joodse organisaties in Nederland
Vele joodse organisaties zijn in Nederland actief, op allerlei gebieden. Er zijn jeugdverenigingen, sportverenigingen, vrijwilligersorganisaties, zionistische verenigingen, van zowel seculiere, liberale als orthodoxe signatuur. Een kleine selectie:
- Nederlands-Israëlitisch Kerkgenootschap (NIK): Het NIK is een van de belangrijkste Joodse religieuze organisaties in Nederland. Het is de overkoepelende organisatie voor verschillende Joodse gemeenten en vertegenwoordigt de Joodse gemeenschap op nationaal niveau. Het NIK speelt een sleutelrol in de spirituele en religieuze organisatie van de Nederlandse Joodse gemeenschappen.
- Het Levisson Instituut is een Nederlands opleidingsinstituut dat zich richt op het opleiden van rabbijnen, voorzangers (chazzaniem) en andere religieuze leiders binnen het liberale jodendom in Nederland. Het instituut werd opgericht in 2003 en is gevestigd in Amsterdam. Het is nauw verbonden met de Liberaal Joodse Gemeente Nederland (LJG).
- Nederlands Verbond voor Progressief Jodendom in Nederland (Het Verbond) is het overkoepelende orgaan van de Liberaal en Progressief Joodse Gemeenten in Nederland, opgericht in 1931. Het Verbond vertegenwoordigt de belangen van het liberale Jodendom in Nederland en zet zich in voor de bevordering van joodse tradities, educatie, en gemeenschapsvorming binnen een moderne en progressieve context. Het is aangesloten bij de World Union for Progressive Judaism (WUPJ), de wereldwijde organisatie van liberale Joodse gemeenschappen.
- Netzer Nederland is een liberaal-joodse jeugdorganisatie, onderdeel van de LJG in Nederland en van de internationale jongerenorganisatie Netzer.
- ARZA Nederland is de Nederlandse afdeling van de Association of Reform Zionists of America, een liberaal-joodse zionistische vereniging. ARZA Nederland maakt deel uit van de Wereldorganisatie voor Progressief Joodse Zionisten, de politieke arm van de Wereldunie van Progressief Jodendom.[15]
- Chabad Nederland is de Nederlandse afdeling van Chabad. Chabad, ook wel Lubavitch genoemd of als Chabad Lubavitch genoteerd, is een orthodox-religieuze organisatie - een van de grootste stromingen van de chassidische beweging ter wereld - met zeer conservatieve meningen over onder andere homoseksualiteit[16] en door sommigen beschuldigd van sektarisme.[17][18][19]
- Ahawat Jisraeel is een organisatie ter ondersteuning van het joodse leven in Nederland.[bron?]
- Nederlands Israëlietisch Seminarium (NIS) is een Nederlandse onderwijsinstellingen voor volwassenen met opleidingen voor het lesgeven in Joodse onderwerpen en het worden van rabbijn.
- Agudas Yisroël is de Nederlandse tak van een gelijknamige wereldwijd opererende charedische organisatie.
- Ichoed Haboniem-Dror beHolland (HDNL) is een socialistische-zionistische, Joods-seculiere en -culturele jeugdbeweging in Nederland. Onderdeel van de internationale jeugdbeweging Haboniem-Dror.
- Bne Akiwa Nederland is een religieus-zionistische jeugdbeweging en is onderdeel van de internationale jeugdbeweging Bne Akiwa, de grootste religieus-zionistisch jeugdbeweging.
- Maccabi Nederland is de Nederlandse tak van Maccabi World Union, de wereldwijde organisatie die zich richt op sport, gezondheid en gemeenschapsactiviteiten voor Joden. De organisatie organiseert sportevenementen, culturele activiteiten en sociale initiatieven voor de joodse gemeenschap in Nederland. Het doel van Maccabi Nederland is het bevorderen van joodse identiteit door middel van sport en gemeenschap.
- Centraal Joods Overleg (CJO): Het overkoepelend orgaan van de joodse gemeenschappen in Nederland, dat een coördinerende rol speelt bij het vertegenwoordigen van de belangen van de joodse gemeenschap op politiek en maatschappelijk niveau.

## Nederlandse rabbijnen

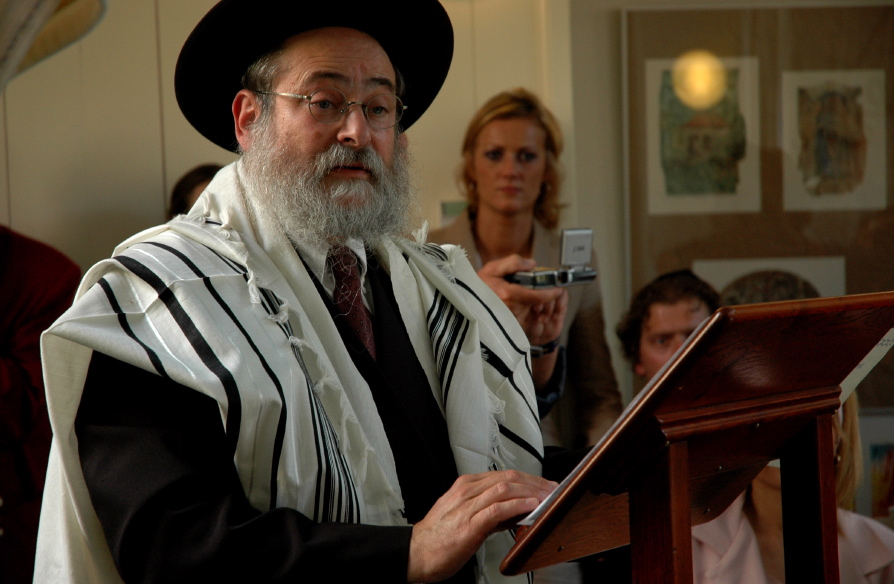
Opperrabbijn Binyomin Jacobs

Enkele bekende Nederlandse rabbijnen zijn:

### Traditioneel–joods (Portugees-Israëlietisch Kerkgenootschap)
- Chacham (Opperrabbijn) emeritus Dr Pinchas Toledano
- Rabbijn Joseph B. Serfaty (tot eind 2021)
- Rabbijn Dr Abraham W. Rosenberg

### Traditioneel-Joodse (orthodoxe) rabbijnen (NIK)
- Rabbijn Eliezer Wolff, dayan en av beth din, voorzitter van de rabbinale rechtbank (NIHS Amsterdam)
- Opperrabbijn Binyomin Jacobs, opperrabbijn Inter Provinciaal Opper Rabbinaat (IPOR).[20]
- Rabbijn E.M. Maarsen, NIK rabbijn (kashroet)
- Rabbijn Ing. Jitschak Vorst, em. van Amstelveen.
- Rabbijn Z. Spiero (Amsterdam)
- Rabbijn Yehoedah Vorst (Rotterdam)
- Rabbijn A.L Heintz (Utrecht)
- Rabbijn S. Spiero (Haarlem)
- Rabbijn S. Evers (Amersfoort)
- Rabbijn Stiefel (Flevoland)
- Rabbijn Schapiro (Limburg)
- Rabbijn M. Levine (Nijmegen)
- Rabbijn S. Katzman (Den Haag)
- Rabbijn H. Groenewoudt (Amstelveen)
- Rabbijn S.Steinberg (Brabant)

### Traditioneel – Young Yisraeel
- Rabbijn Menachem Sebbag (AMOS)

### Liberaal Joodse (Progressieve) rabbijnen (LJG)

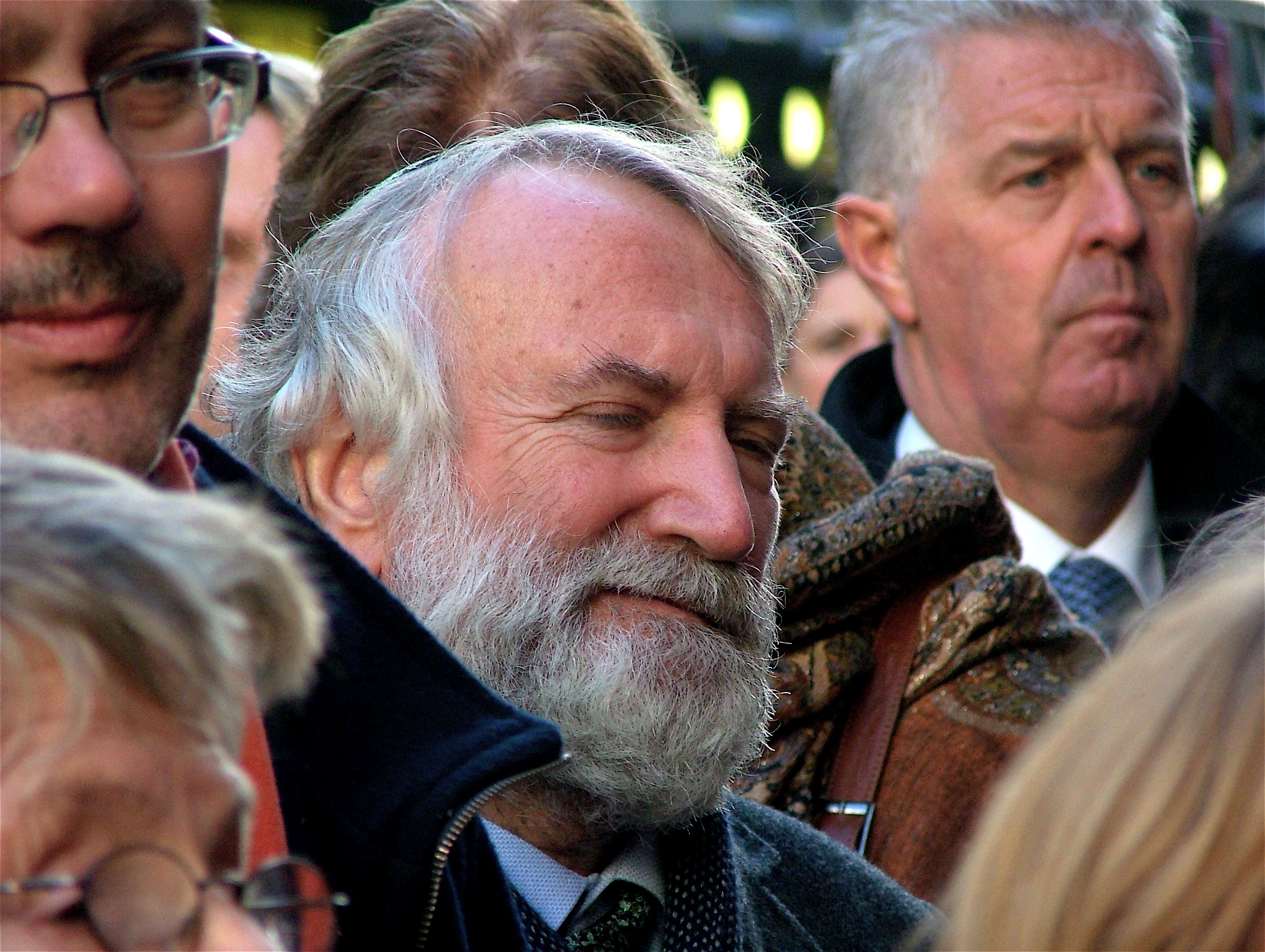
Rabbijn Awraham Soetendorp

- Rabbijn Albert Ringer, em. rabbijn van de LJG Rotterdam en LJG Twente en lid van het College van Rabbijnen.
- Rabbijn Awraham Soetendorp, em. rabbijn van LJG Den Haag en lid van het College van Rabbijnen.
- Rabbijn Corrie Zeidler, rabbijn van de LJG Utrecht en lid van het College van Rabbijnen.
- Rabbijn David Lilienthal, em. rabbijn van LJG Amsterdam, em. decaan van het Levisson Instituut.
- Rabbijn Hetty Groeneveld, freelance rabbijn en lid van het College van Rabbijnen.
- Rabbijn Joram Rookmaaker, rabbijn van LJG Amsterdam, krijgsmachtsrabbijn en lid van het College van Rabbijnen.
- Rabbijn Kineret Sittig, freelance rabbijn en lid van het College van Rabbijnen.
- Rabbijn Menno ten Brink, rabbijn van LJG Amsterdam, LJG Gelderland en van de Joodse Gemeente Paramaribo, decaan van het Levisson Instituut, voorzitter van het College van Rabbijnen.
- Rabbijn Marianne van Praag, rabbijn van de LJG Den Haag en hoofd van de BeroepsVoorbereidende Vorming van het Levisson Instituut en lid van het College van Rabbijnen.
- Rabbijn Navah-Tehila Livingstone, em. rabbijn van de LJG Utrecht en lid van het College van Rabbijnen.
- Rabbijn Peter Luijendijk, rabbijn van LJG Noord-Nederland en LJG Rotterdam en lid van het College van Rabbijnen.
- Rabbijn Tamarah Benima, rabbijn van Beit ha'Chidush en voormalig hoofdredacteur van het NIW.

### Overige rabbijnen in Nederland
- Rabbijn Elisa Klapheck, voormalig rabbijn van Beit ha'Chidush, thans rabbijn in Frankfurt
- Rabbijn Hannah Nathans, voormalig rabbijn van Beit ha'Chidush, thans rabbijn van de Reconstructionistische Open Joodse Gemeente Klal Yisrael in Delft en HaMakor, Centrum voor Joodse Spiritualiteit
- Rabbijn Issachar Tal

## Media
- DeVrijdagavond.com - een onafhankelijk online Joods magazine
- Joods Nu – kwartaalblad Nederlands Verbond voor Progressief Jodendom
- Joodse Omroep – een Nederlandse zendgemachtigde tussen 1973 en 2016. Sindsdien ondergebracht bij de EO
- Nieuw Israëlietisch Weekblad (NIW) – nieuws- en opinieblad, opgericht 4 augustus 1865
- Nefesh TV – Joodse uitzendgemachtigde op Lokale Omroep Amsterdam[21]
- NIK Hakehillot Nieuws – joods nieuws, dagelijks uit binnen- en buitenland
- Orot TV – stichting die zich sinds 2016 inzet om Joodse en niet-Joodse Nederlanders bij elkaar te brengen middels korte films op social media[22]

## Referentielijst en bronnen
1. 1 2  Wetenschappelijke Raad voor het Regeringsbeleid, Rapport Geloven in het publieke domein (2006).
2. ↑  Masorti. www.masorti.nl. Geraadpleegd op 16 november 2020.
3. ↑  Home | Nederlands Verbond voor Progressief Jodendom. www.verbond.eu. Gearchiveerd op 23 juni 2018. Geraadpleegd op 16 november 2020.
4. ↑  Beit Ha'Chidush Amsterdam Synagoge. beithachidush.nl. Gearchiveerd op 12 november 2020. Geraadpleegd op 16 november 2020.
5. ↑  Jewish Reconstructionist Federation. Open Joodse Gemeente Klal Israël.
6. ↑  OJG Klal Israel. OJG Klal Israel. Gearchiveerd op 30 november 2020. Geraadpleegd op 16 november 2020.
7. ↑  HaMaKor - Centrum voor Joodse Spiritualiteit. HaMaKor. Gearchiveerd op 2 december 2020. Geraadpleegd op 16 november 2020.
8. ↑  https://www.jpr.org.uk/reports/jews-netherlands-2020s-fifty-years-stability-and-israelisation
9. ↑  Hoge Raad, ECLI:NL:HR:1988:AD0151 (Maimonides-arrest). uitspraken.rechtspraak.nl. Geraadpleegd op 16 november 2020.
10. ↑  MR Rosj Pina. web.archive.org (27 september 2007). Gearchiveerd op 27 september 2007. Geraadpleegd op 16 november 2020.
11. ↑  Home. www.jsgmaimonides.nl. Geraadpleegd op 16 november 2020.
12. ↑  Begin. Stichting Joodse Kindergemeenschap Cheider. Gearchiveerd op 15 november 2020. Geraadpleegd op 16 november 2020.
13. ↑  Nederlands Israëlietisch Seminarium. Nederlands Israëlietisch Seminarium. Gearchiveerd op 21 februari 2022. Geraadpleegd op 16 november 2020.
14. 1 2  Redactie, Joods educatief centrum Crescas stopt ermee. Jonet.nl (12 maart 2024). Geraadpleegd op 14 maart 2024.
15. ↑  Over ons | Arza Nederland. www.arza.nl. Gearchiveerd op 29 november 2020. Geraadpleegd op 16 november 2020.
16. ↑  (en) Shaffer, Bronya, Judaism and Homosexuality: Do Homosexuals Fit into the Jewish Community?. Chabad.org (n.b.). Geraadpleegd op 16 oktober 2020.
17. ↑  Twintig jaar na de rebbe. NIW (30 juni 2014). Gearchiveerd op 23 september 2020. Geraadpleegd op 16 november 2020.
18. ↑  Siebesma, P.A., De geschiedenis van de charediem. De Charediem (dl. 2). Israël en de Bijbel. Gearchiveerd op 3 augustus 2020. Geraadpleegd op 16 november 2020.
19. ↑  Rabbijn Ahron Daum, Geloof: De Lubavitcher chassidische beweging (deel 1). Sociaal, religieus en cultureel overzicht van de ontwikkeling van het Jodendom. Joods Actueel (2 november 2012). Gearchiveerd op 27 september 2020. Geraadpleegd op 16 november 2020.
20. ↑  ANP, Binyomin Jacobs tot opperrabbijn benoemd. Trouw (12 november 2008). Geraadpleegd op 16 november 2020.
21. ↑  Stichting Nefesh. Stichting Nefesh. Gearchiveerd op 4 december 2020. Geraadpleegd op 16 november 2020.
22. ↑  Stichting Orot Joodse Televisie. vcollege.orot.tv. Gearchiveerd op 22 januari 2021. Geraadpleegd op 16 november 2020.